# Малофеев, Василий Иванович
Васи́лий Ива́нович Малофе́ев (1897—1948) — командир 1-го стрелкового корпуса, комдив (1938).

## Биография
Родился в русской крестьянской семье, детство провёл Петербурге. До 16 лет учился в реальном училище. Из-за недостатка средств в 1913 учёбу оставил и пошёл работать конторщиком на завод.
В 1914 призван в царскую армию, участник Первой мировой войны. В феврале 1916 окончил 3-ю Петергофскую школу прапорщиков и далее служил на офицерских должностях в 290-м пехотном полку 73-й пехотной дивизии. В боях был ранен. На фронте оставался до октября 1917, в дни Октябрьской революции был делегатом 2-го Всероссийского съезда Советов рабочих и солдатских депутатов.
В Красной армии с октября 1918, участник Гражданской войны, воевал на Южном фронте. В ходе войны занимал различные штабные должности, в том числе начальника оперативной части штаба 2-й Донской стрелковой дивизии. В 1921—1922 начальник оперативной части 9-й Донской стрелковой дивизии.
После Гражданской войны на ответственных штабных и командных должностях. В 1922—1924 помощник начальника отдела боевой подготовки штаба Северо-Кавказского военного округа. С ноября 1924 начальник оперативной части штаба 2-го стрелкового корпуса. С марта 1926 состоял для особых поручений при командующем войсками Московского военного округа. С декабря того же года в распоряжении Главного управления РККА. В 1927 окончил КУВНАС при Военной академии имени М. В. Фрунзе. С ноября 1927 начальник 4-го отдела, а с января 1930 — 5-го отдела штаба Северо-Кавказского военного округа. Кандидат в члены ВКП(б) с 1931. С апреля 1932 заместитель начальника штаба Ленинградского военного округа. С января 1935 командир корпуса военно-учебных заведений того же округа. С августа 1937 командир 1-го стрелкового корпуса.
Арестован 31 августа 1938. Военной коллегией Верховного суда СССР 15 октября 1939 по обвинению в участии в военном заговоре приговорён к пятнадцати годам заключения в исправительно-трудовом лагере. Наказание отбывал в Красноярском лагере, где и умер 14 июня 1948. Определением Военной коллегии от 17 сентября 1957 посмертно реабилитирован.

### Звания
- Прапорщик (1916);
- Поручик;
- Комбриг;
- Комдив (1938).